# Der Tod des Tintagiles

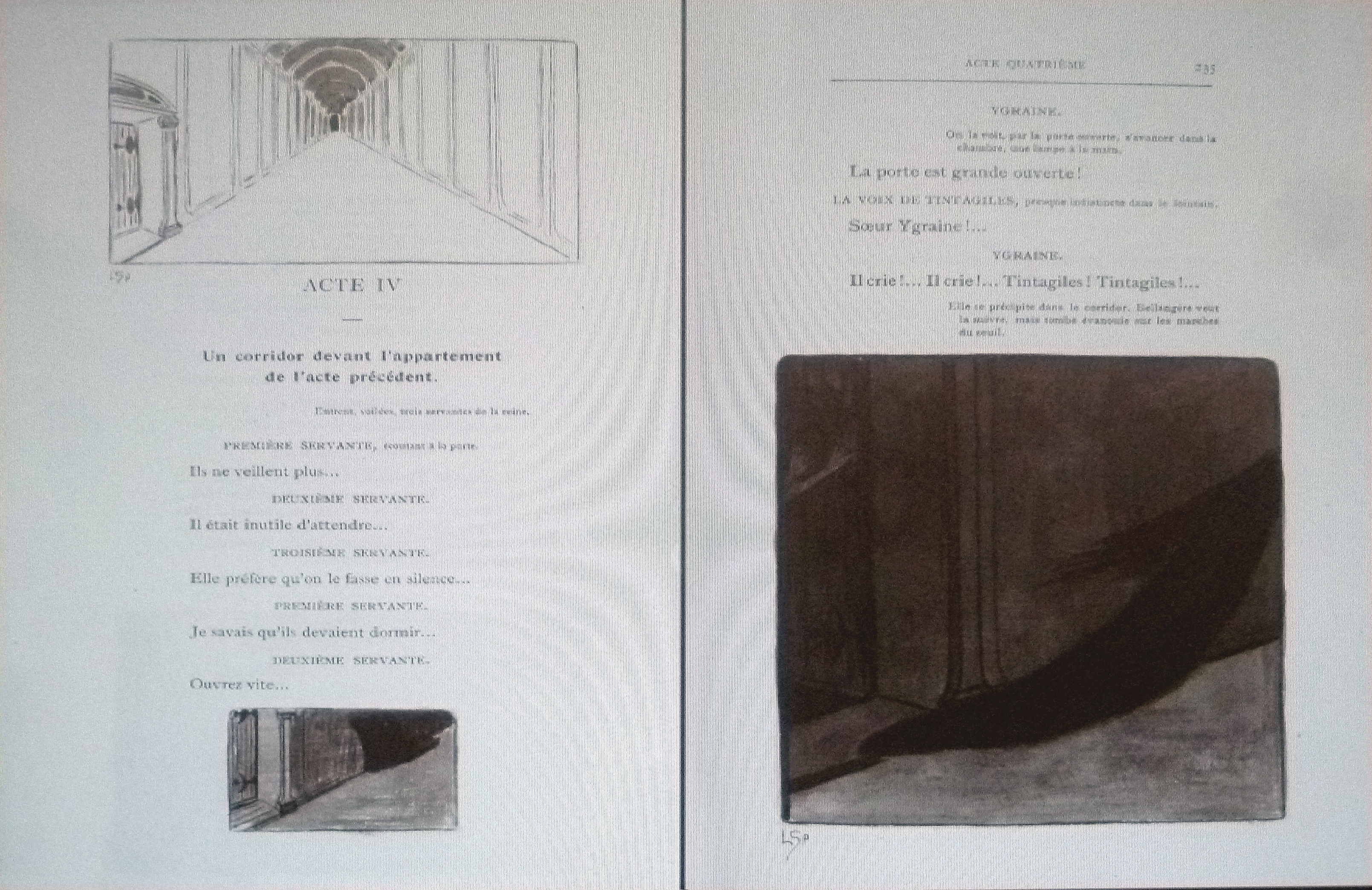
La mort de Tintagiles, Textausgabe 1903

Der Tod des Tintagiles (Original La Mort de Tintagiles) ist ein Drama für Marionettentheater von Maurice Maeterlinck von 1894.

## Geschichte
Der symbolistische Dichter Maurice Maeterlinck wandte sich in den 1890er Jahren verstärkt mystizistischen Themen zu, beeinflusst durch die Schriften des mittelalterlichen Mystikers Jan van Ruysbroek und von Arthur Schopenhauer. Er verfasste in dieser Zeit insgesamt fünf Dramen, in denen der Tod und dessen unausweichliche Macht eine wesentliche Rolle spielen (L’intruse/Der Ungebetene, Les Aveugles/Die Blinden und Les Sept Princesses/Die sieben Prinzessinnen als Todestrilogie, sowie Intérieur). Der Tod des Tintagiles sollte als Marionettentheater gespielt werden, offenbar auch, um eine absolute Abhängigkeit der handelnden Personen von äußeren Einflüssen zu illustrieren.
Die Namen der Hauptpersonen entlehnte Maeterlinck der Artussage: Ygraine ist die Mutter des sagenhaften Königs Artus, Tintagel ist eine Burg, die im Mythos als uneinnehmbar gilt und in der Artus gezeugt wird.

## Inhalt
Der junge Königssohn Tintagiles kommt zurück auf die Insel, auf der seine Schwestern wohnen. Die Großmutter lebt im Schloss und hat bereits den größten Teil der Familie getötet. Die Schwester Ygraine ahnt, dass der Junge in Gefahr ist, und versucht ihn davor zu schützen. Dennoch gelingt es den Dienern der Königin, ihn zu entführen und auf das Schloss zu bringen. Die Schwester Ygraine eilt dorthin und versucht den Bruder zu befreien, was ihr jedoch nicht gelingt.
Verschiedene Interpreten deuteten die Königin als die Macht des Todes (französisch weiblich la mort) und der Unausweichlichkeit seines Wirkens.

## Rezeption

### Aufführungen
Die erste bekannte Aufführung fand in der Berliner Secessionsbühne unter der Regie von Martin Zickel im November 1900 statt. Rainer Maria Rilke besuchte eine Vorstellung und war tief beeindruckt.
Der russische Theaterregisseur Wsewolod Meyerhold führte im August 1905 in seinem Künstlertheater in Moskau das Drama ebenfalls auf. Am 28. Dezember 1905 gab es die erste französische Inszenierung im Théâtre des Mathurins in Paris, mit der Bühnenmusik von Jean Nouguès.
Im St James Theatre in London gab es 1912 eine Aufführung.

### Vertonungen
- Charles Martin Loeffler: La Mort de Tintagiles, op. 6, Symphonische Dichtung für zwei Viole d’amore und Orchester (1896–1897); Fassung 1901 für eine Viola d’amore und Orchester
- Jean Nouguès: La mort de Tintagiles, Orchestermusik, Erstaufführung als Bühnenmusik in Paris 1905
- Bohuslav Martinů, Smrt Tintagilova, Orchesterwerk, 1910 (nicht aufführbar)
- Ralph Vaughan Williams, 1913, Orchestermusik, als Bühnenmusik
- Jean Absil: La mort de Tintagiles, opus 3 für Orchester, 1926
- Lawrance Collingwood, Oper Uraufführung 1950 in London
- Aribert Reimann: L’invisible (2011/16). Trilogie lyrique nach Maurice Maeterlinck, Textfassung vom Komponisten. Uraufführung 8. Oktober 2017, Deutsche Oper Berlin.
- Benjamin Attahir: Le silence des ombres, Operntryptichon mit La mort de Tintagiles, Uraufführung Brüssel 2019

## Textausgaben
Französisches Original
- La Mort de Tintagiles. Edmond Deman, 1894, S. 137 (Wikisource)

Deutsche Übersetzungen
- Der Tod des Tintagiles. Daheim. Zwei kleine Dramen für Puppenspiel. Autorisierte Übersetzung durch George Stockhausen. F. Schneider & Co., Berlin 1899; archive.org
- Drei mystische Spiele. Die sieben Prinzessinnen. Alladine und Palomides. Der Tod des Tintagiles. Übersetzt durch Friedrich von Oppeln-Bronikowski.  Diederichs, Leipzig 1900, zweite Auflage 1904 Digitalisat (eingeschränkter Zugriff)
- Stephan Gross: Tintagiles Tod. Bloch, Berlin [um 1908]
- Leopold von Schlözer: Tintagiles Tod. ohne Ort und Jahr, um 1925